# Distantessus iphis
Distantessus iphis är en insektsart som beskrevs av George Willis Kirkaldy 1907. Distantessus iphis ingår i släktet Distantessus och familjen dvärgstritar. Inga underarter finns listade i Catalogue of Life.